# Bojan Potočnik
Bojan Potočnik, slovenski častnik, policist, obrambni, vojaški in letalski ataše, veteran vojne za Slovenijo, * 26. januar 1954, Kranj.

## Življenjepis
Leta 1971 je diplomiral na Kadetski šoli za notranje zadeve. Po končani Vojaški akademiji KoV v Beogradu (29. generacija) je leta 1976 postal predavatelj vojaško strokovnih predmetov na Srednje policijski šoli. Leta 1981 je postal  inšpektor policije za posebne in vojne enote policije na Policijski upravi Kranj. Čez dve leti (1983) je postal sekretar za obrambo ter član izvršnega sveta občine Kranj.
Leta 1985 je postal glavni republiški inšpektor za obrambo, kar je opravljal do leta 1988, ko je postal ravnatelj Srednje policijske šole. Na tem položaju je ostal do leta 1991, ko je bil imenovan za šefa kabineta poveljnika policije; nato je bil še svetovalec ministra za notranje zadeve za področje obrambnih zadev (1992).
Leta 1993 je prestopil iz policije v Slovensko vojsko, kjer je s činom podpolkovnika postal svetovalec ministra za obrambo (1993).
Pozneje je postal načelnik Šole za častnike in svetovalec vlade v kabinetu ministra za obrambo (1997). Leta 1998 je bil povišan v polkovnika, nato pa je bil naslednje leto imenovan za vojaškega atašeja, pristojnega za Madžarsko, Bolgarijo in Ukrajino. Leta 2004 je na Nacionalni obrambni univerzi v Budimpešti doktoriral na temo »Možne oblike povezovanja vojaško-izobraževalnih sistemov, kot eden od pogojev za oblikovanje skupne vojaške sile EU« in tako postal drugi slovenski doktor vojaških znanosti.
Po vrnitvi iz tujine se je vrnil na Ministrstvo za notranje zadeve Republike Slovenije, kjer je sprva postal državni podsekretar, nato pa je leta 2005 postal vršilec dolžnosti generalnega direktorja policije.
24. decembra 2007 je postal svetovalec predsednika Slovenije Danila Türka za varnostna vprašanja, nakar je 8. avgusta 2008 dal odpoved zaradi kandidiranja na volitvah za poslanca na listi LDS v volilni enoti Vič - Rudnik. Na volitvah ni bil izvoljen in se je nato še isto leto upokojil.
16. oktobra 2010 je bil izvoljen za predsednika Zveze slovenskih častnikov.
V obdobju, ko je bil predsednik stranke DeSUS Ljubo Jasnič je Bojan Potočnik do 2. marca 2023 opravljal funkcijo generalnega sekretarja stranke DeSUS.
Potočnik je na volitvah v Evropski parlament 2024 kandidiral na listi stranke Resni.ca. Nekaj dni po naznanitvi kandidature je bilo razkrito, da se je Potočnik osebno poslovil od ruskega vohuna Sergeja Lemeševa, ki je bil v Sloveniji razglašen kot nezaželena oseba zaradi škodovanja Sloveniji s širjenjem propagande. Potočnik se je s somišljeniki od njega poslovil z besedami »srečno, prijatelj« ter z Zoranom Stevanovićem trdil, da v povezavi z ruskim vohunom ne vidi težav. Na volitvah 9. junija stranki ni uspel preboj v Evropski parlament, Potočnik pa je dobil 333 preferenčnih glasov volivcev.

## Odlikovanja in priznanja
- spominski znak Hrast (24. februar 1998)